# Schloss Bernstorff

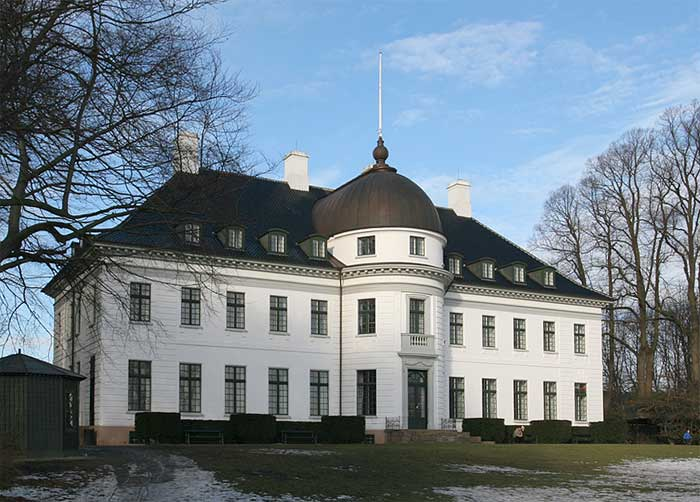
Schloss Bernstorff

Schloss Bernstorff – Gartenseite

Schloss Bernstorff (dänisch: Bernstorff Slot) liegt nördlich von Kopenhagen in der Gemeinde Gentofte auf der dänischen Insel Seeland.

## Geschichte
Der dänische König Friedrich V. übertrug die Ländereien, auf denen heute Schloss Bernstorff liegt, 1752 seinem Außenminister Johann Hartwig Ernst von Bernstorff als Sommerresidenz. Dieser ließ dort 1759 vom dänischen Hofarchitekten Nicolas-Henri Jardin ein Schloss im klassizistischen Stil errichten, eines der ersten Bauwerke dieses Stils in ganz Skandinavien.
Nach dem Tode des Königs und seiner durch Struensee erzwungenen Demission verließ Graf Bernstorff 1770 Dänemark, das Schloss blieb aber bis 1812 im Familienbesitz. Nach mehreren Eigentümerwechseln war es 1842 zum Abriss vorgesehen, als es von König Christian VIII. erworben wurde. Nach einer aufwendigen Renovierung durch Jørgen Hansen Koch bewohnte der König das Schloss mehrere Wochen im Jahr als Sommersitz.
1854 begann mit dem neuen Hausherrn Kronprinz Christian (dem späteren König Christian IX.) die goldene Zeit des Schlosses Bernstorff. Während seiner langen Regentschaft (1863–1906) war das Schloss die bevorzugte Sommerresidenz des Königspaars und Ziel fürstlicher Gäste aus ganz Europa. Unter anderem waren König Eduard VII. von Großbritannien, König Georg I. von Griechenland, Zar Alexander II. und die Kaiser Wilhelm I. und Wilhelm II. auf Schloss Bernstorff zu Gast.
Heute ist in Schloss Bernstorff die Führungsakademie der dänischen Rettungskräfte untergebracht, der 61 Hektar große Park ist ganzjährig für die Öffentlichkeit zugänglich.